# Фрідом Тауншип (округ Блер, Пенсільванія)
Фрідом Тауншип (англ. Freedom Township) — селище (англ. township) в США, в окрузі Блер штату Пенсільванія. Населення — 3002 особи (2020).

## Демографія
Згідно з переписом 2010 року, у селищі мешкало 3458 осіб у 1405 домогосподарствах у складі 983 родин. Було 1540 помешкань
Расовий склад населення:
| - 98,1 % — білих - 0,8 % — чорних або афроамериканців - 0,2 % — азіатів |

До двох чи більше рас належало 0,8 %. Частка іспаномовних становила 0,2 % від усіх жителів.
За віковим діапазоном населення розподілялося таким чином: 21,9 % — особи молодші 18 років, 63,4 % — особи у віці 18—64 років, 14,7 % — особи у віці 65 років та старші. Медіана віку мешканця становила 42,2 року. На 100 осіб жіночої статі у селищі припадало 94,2 чоловіків;  на 100 жінок у віці від 18 років та старших — 92,2 чоловіків також старших 18 років.
Середній дохід на одне домашнє господарство  становив 62 249 доларів США (медіана — 50 969), а середній дохід на одну сім'ю — 63 763 долари (медіана — 52 500). За межею бідності перебувало 13,0 % осіб, у тому числі 22,8 % дітей у віці до 18 років та 0,0 % осіб у віці 65 років та старших.
Цивільне працевлаштоване населення становило 1704 особи. Основні галузі зайнятості: освіта, охорона здоров'я та соціальна допомога — 24,5 %, виробництво — 20,0 %, роздрібна торгівля — 14,2 %, мистецтво, розваги та відпочинок — 8,8 %.